# Motohiro Yamaguchi
Motohiro Yamaguchi (山口 素弘 Yamaguchi Motohiro?,  nacido el 29 de enero de 1969 en Takasaki, Gunma) es un exfutbolista y actual entrenador japonés. Jugaba de centrocampista y su último club fue el Yokohama F.C. de Japón. Actualmente no dirige a ningún equipo.

## Trayectoria

### Clubes como futbolista
| Club                                | País  | Año                     |
| ----------------------------------- | ----- | ----------------------- |
| All Nippon Airways Yokohama Flügels | Japón | 1991 - 1992 1992 - 1998 |
| Nagoya Grampus Eight                | Japón | 1999 - 2002             |
| Albirex Niigata                     | Japón | 2003 - 2005             |
| Yokohama F.C.                       | Japón | 2005 - 2007             |

### Selección nacional como futbolista
| Selección | País  | Año         |
| --------- | ----- | ----------- |
| Absoluta  | Japón | 1995 - 1998 |

### Clubes como entrenador
| Club          | País  | Año         |
| ------------- | ----- | ----------- |
| Yokohama F.C. | Japón | 2012 - 2014 |

## Estadísticas

### Selección nacional
Fuente:
| Selección de Japón | Selección de Japón | Selección de Japón |
| Año                | Part.              | Goles              |
| ------------------ | ------------------ | ------------------ |
| 1995               | 14                 | 1                  |
| 1996               | 13                 | 2                  |
| 1997               | 22                 | 1                  |
| 1998               | 9                  | 0                  |
| Total              | 58                 | 4                  |

#### Participaciones en fases finales
| Torneo                         | Sede                   | Resultado        | Partidos | Goles |
| ------------------------------ | ---------------------- | ---------------- | -------- | ----- |
| Copa Rey Fahd 1995             | Arabia Saudita         | Primera fase     | 2        | 0     |
| Copa Asiática 1996             | Emiratos Árabes Unidos | Cuartos de final | 4        | 0     |
| Copa Mundial de Fútbol de 1998 | Francia                | Primera fase     | 3        | 0     |

## Palmarés

### Como futbolista

#### Títulos nacionales
| Título             | Club                 | País  | Año  |
| ------------------ | -------------------- | ----- | ---- |
| Copa del Emperador | Yokohama Flügels     | Japón | 1993 |
| Copa del Emperador | Yokohama Flügels     | Japón | 1998 |
| Copa del Emperador | Nagoya Grampus Eight | Japón | 1999 |
| J2 League          | Albirex Niigata      | Japón | 2003 |
| J2 League          | Yokohama F.C.        | Japón | 2006 |

#### Títulos internacionales
| Título              | Club (*)         | Sede     | Año  |
| ------------------- | ---------------- | -------- | ---- |
| Recopa de la AFC    | Yokohama Flügels | Sharjah  | 1995 |
| Supercopa de la AFC | Yokohama Flügels | Yokohama | 1995 |

(*) Incluyendo la selección

#### Distinciones individuales
| Distinción                                 | Año  |
| ------------------------------------------ | ---- |
| J. League Best XI                          | 1996 |
| J. League Best XI                          | 1997 |
| Premio al Jugador Superior de la J. League | 1999 |
| Premio al Mérito de la J. League           | 2008 |